# Chao do Fabeiro
San Ramón do Chao do Fabeiro (São Ramão do Chão do Faveiro em ortografia reintegrada) é um paróquia na Comarca da Terra de Lemos na comunidade autónoma da Galiza, no município de Monforte de Lemos, na província de Lugo, na Espanha, com população de 85 habitantes (42 homens e 43 mulheres) em 2017.
Limita com as freguesias de Martim e Vilalpape ao norte, Valverde ao leste, Ribas Altas e Seoane ao sul, e Vaamorto e Fiolheda ao oeste.
Esta freguesia nasceu pela separação a começo do século XX dos seus lugares da freguesia de Vaamorto.

### Lugares do Chao do Fabeiro
Catro Camiños / Quatro caminhos, A Encrucillada / A Encruzilhada, A Ermida, O Fabeiro / O Faveiro, O Mato, Porto de Lobos, San Martiño / São Martinho.

### Patrimônio histórico
Nesta freguesia foram encontrados restos de indústria lítica achelense do Paleolítico inferior.
Ao sul da freguesia no lugar chamado a Lomba está o Castro de Riaño / Casto de Rianho da Idade do Ferro.
A igreja paroquial de São Ramão do Chão de Faveiro foi construída no 1879 sobre uma antiga capela dedicada ao mesmo santo.
Na freguesia há mais duas capelas, uma no lugar do Faveiro dedicada a Santo Antão com um retábulo neoclássico com imagens de Santo Antão Abade e São Jorge e outra no lugar da Ermida de uso particular, pertencente à Casa do Carvalhada dedicada a São Lourenço.
Documentos medievais atestam que no lugar de São Martinho houve uma comunidade de frades conhecida  como São Martinho de Ermo.